# Pub

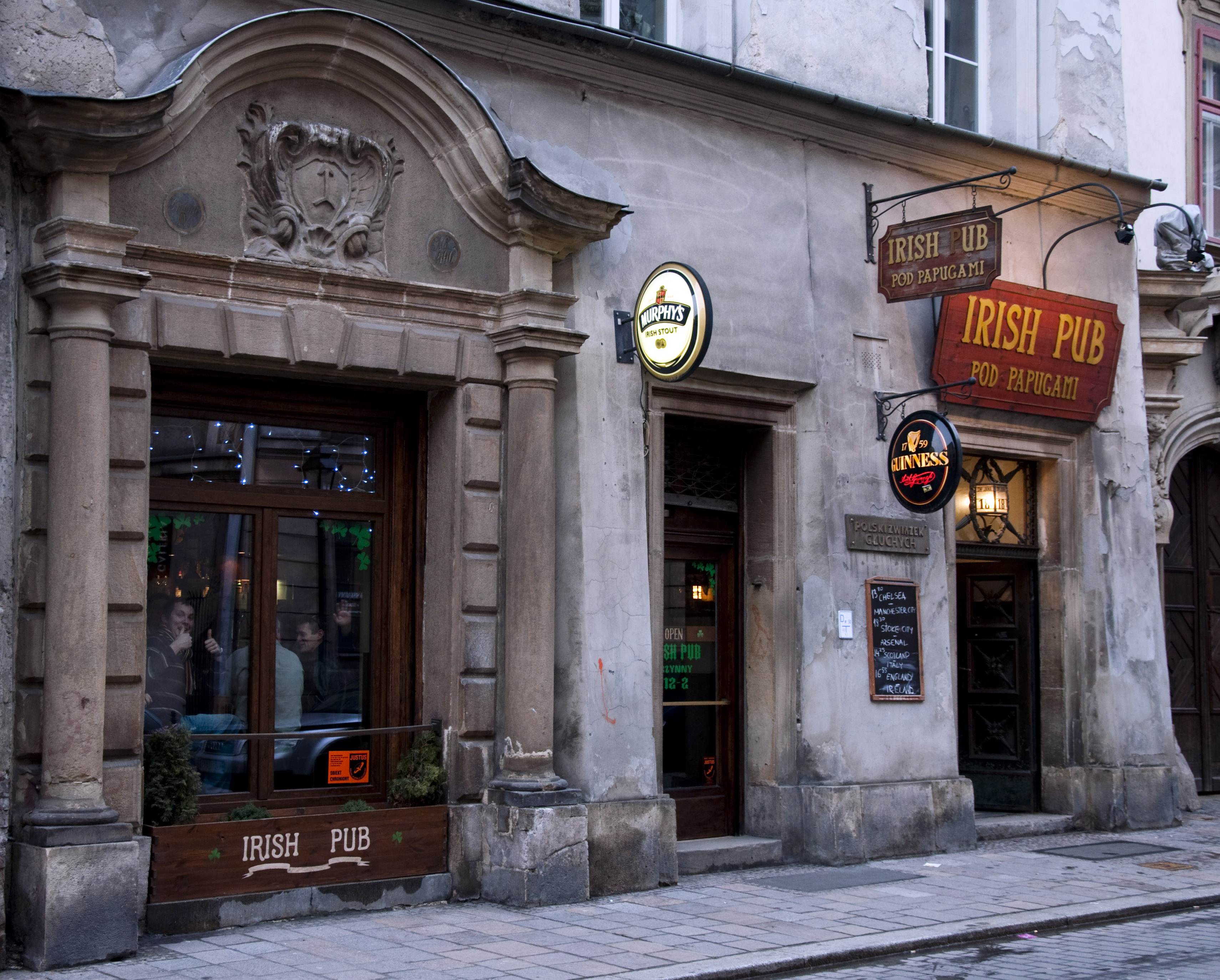
Pub „Pod Papugami” w Krakowie

Pub (skrót od ang. public house) – specyficzny rodzaj baru gdzie podaje się głównie piwo. Puby spotyka się przede wszystkim w Wielkiej Brytanii, Irlandii, Kanadzie, Australii, Nowej Zelandii oraz innych krajach pozostających pod wpływem kultury brytyjskiej. Pub jest nie tylko miejscem konsumpcji napojów alkoholowych, ale również miejscem spotkań towarzyskich, gier stolikowych, jak np. domino, szachy a także ruchowych, np. darts, kręgle. W wielu pubach można oglądać telewizyjne relacje ze spotkań sportowych. Niektóre z pubów oferują również usługi hotelowe.

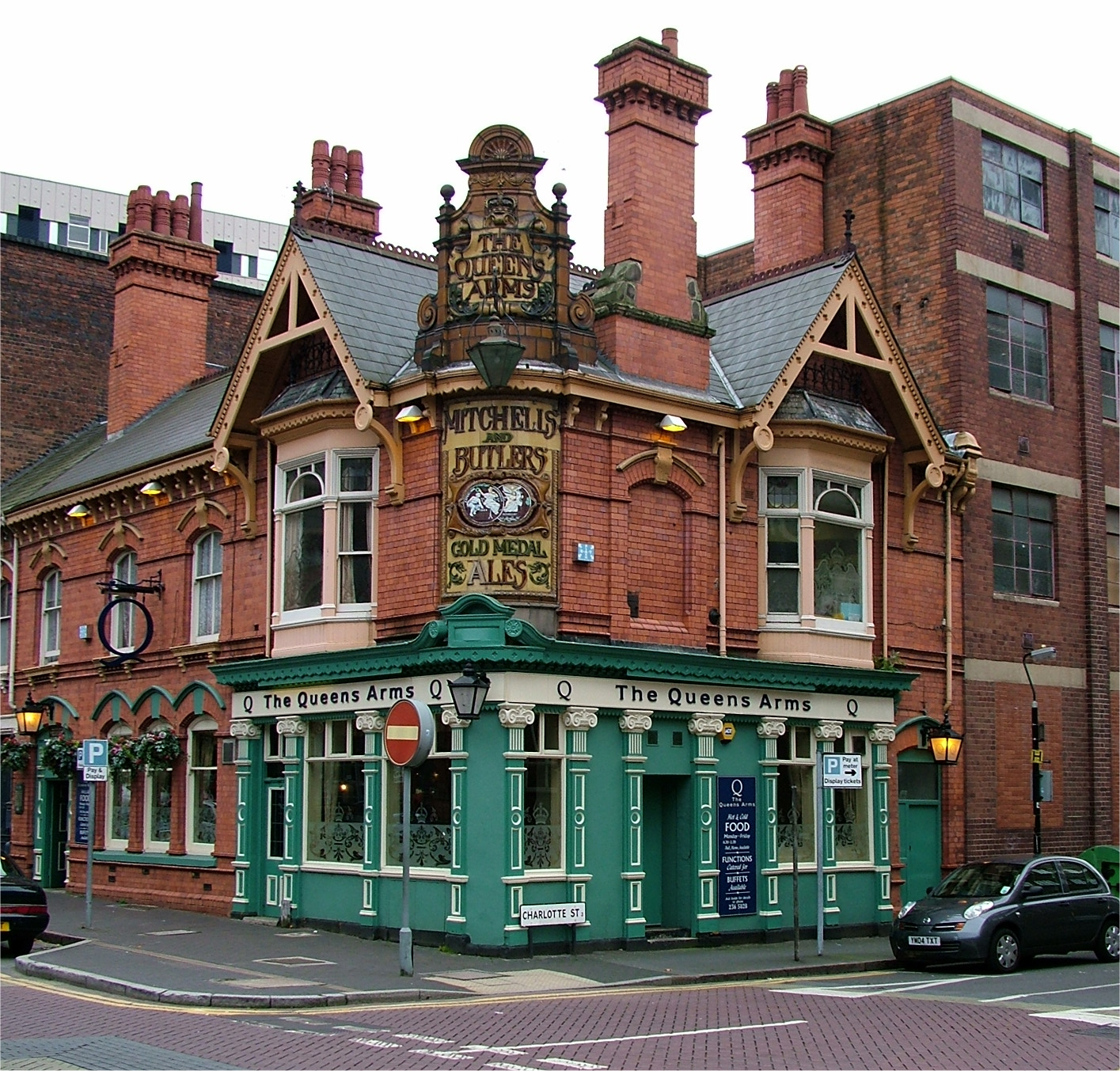
Pub w Birmingham

## Puby w Wielkiej Brytanii

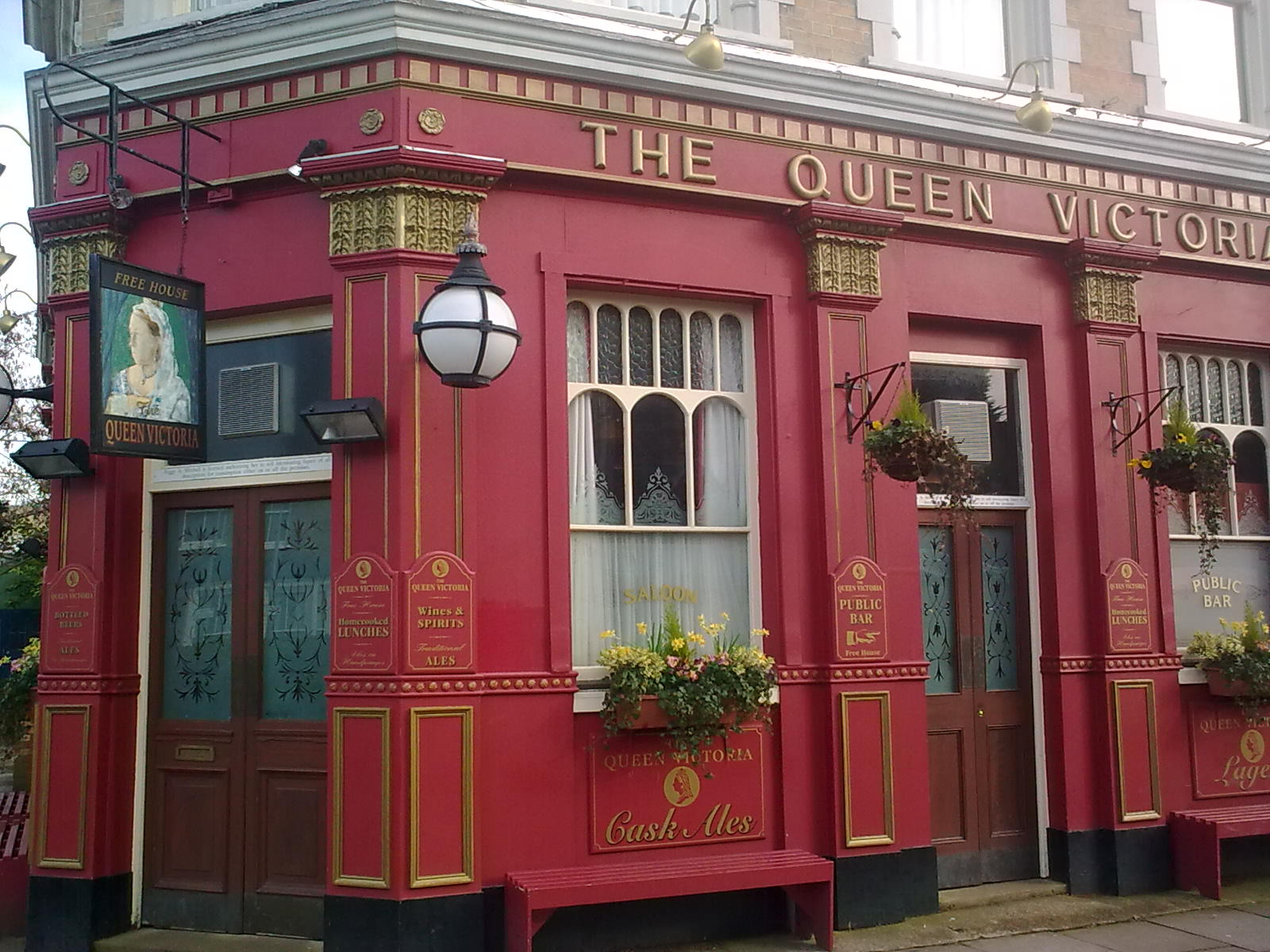
Pub z serialu EastEnders

Słowo pub to skrót od public house. W XVII wieku skrócone do słowa public, co po jakimś czasie dało pub. Słowo to pochodzi od średniowiecznej gospody.
Pierwsze puby powstały najprawdopodobniej jeszcze w średniowieczu. Wtedy to pub wytwarzał swoje własne piwo. W XVIII w. doszło do podziału pubów na "free houses" (niezależnych od browaru) oraz "public houses", tradycyjnie związanych z określonym browarem. W samym Londynie jest kilkanaście tysięcy pubów o różnym charakterze, specyfice, klimacie oraz profilu odwiedzających. Obecnie tradycyjne brytyjskie puby powoli zanikają.
1 lipca 2007 roku w Wielkiej Brytanii wprowadzono zakaz palenia w miejscach publicznych, co dotknęło puby i zmniejszyło liczbę klientów.